# Bruciatelo vivo!
Bruciatelo vivo! (Land Raiders) è un film del 1970 diretto da Nathan Juran.
È un film western statunitense con Telly Savalas, George Maharis e Arlene Dahl.

## Trama
Forge River, Contea di Santa Cruz in Arizona, vicino al confine col Messico. Vicente Carden, il più ricco possidente della zona, il cui nome è in realtà Cardenas, paga chi gli porta degli scalpi di Apaches, che vuole eliminare dalla zona per poter estendere i suoi pascoli. Suo fratello Pablo se n'era andato in Messico due anni prima, per dissapori tra loro, e dopo essere stato accusato della morte della fidanzata Luisa. Nel frattempo viene costruito un nuovo forte, e quindi viene chiesto a Carden di smettere di incentivare le uccisioni di indiani, per poter stabilire rapporti più pacifici. Ma lui rifiuta.			
Pablo salva la figlia dello sceriffo da un assalto di indiani e così fa ritorno con lei in paese. 			
Qui però gli abitanti e il fratello gli sono ancora ostili. 
Il governo manda un rappresentante (Evans) per trattare con gli Apaches e concedere loro un territorio che però è tra quelli utilizzati come pascolo da Carden.			
Questi così fa uccidere Evans, dando però la colpa agli indiani. Pablo ha visto come sono andate realmente le cose ma non viene creduto.			
Carden così riesce ad aizzare i cittadini e i soldati e ad organizzare una spedizione contro il villaggio indiano. 			
Intanto lo sceriffo trova il coraggio di rivelare a Pablo che ad uccidere Luisa era stato proprio Carden, dopo averla violentata.			
Pablo allora lo affronta, ma in quel momento arrivano gli indiani per vendicarsi, che uccidono, tra gli altri, anche lo sceriffo e Carden.			
Pablo se ne va con la figlia dello sceriffo.

## Produzione
Il film, diretto da Nathan Juran su una sceneggiatura di Ken Pettus con il soggetto di Jesse Lasky Jr., Ken Pettus e dello stesso Silver, fu prodotto da Charles H. Schneer per la Morningside Productions e girato a Budapest e in Spagna. Il titolo di lavorazione fu Day of the Land Grabbers.

## Distribuzione
Il film fu distribuito con il titolo Land Raiders negli Stati Uniti dal 17 giugno 1970 (première a Dayton) al cinema dalla Columbia Pictures.
Altre distribuzioni:
- in Germania Ovest il 27 giugno 1969
- in Austria nel luglio del 1969
- in Danimarca il 25 luglio 1969
- in Finlandia il 10 ottobre 1969
- in Svezia il 13 ottobre 1969
- in Francia il 3 dicembre 1969
- in Norvegia il 17 settembre 1970
- in Italia (Bruciatelo vivo!)

## Accoglienza

### Critica
Secondo il Morandini il film è uno "sgangherato western stracolmo di insopportabili flashback" in cui gli attori Savalas e Maharis risulterebbero "sprecati". Secondo Leonard Maltin il film "vale davvero poco" anche se si considaressero accettabili le interpretazioni di Savalas e Maharis.